# Zubowice-Kolonia
Zubowice-Kolonia – wieś w Polsce położona w województwie lubelskim, w powiecie zamojskim, w gminie Komarów-Osada.
W latach 1975–1998 miejscowość administracyjnie należała do województwa zamojskiego.
Wieś jest sołectwem w gminie Komarów-Osada. Według Narodowego Spisu Powszechnego z roku 2011 wieś liczyła 135 mieszkańców.
Wierni Kościoła rzymskokatolickiego należą do parafii św. Michała Archanioła w Zubowicach.

## Części wsi
| SIMC    | Nazwa         | Rodzaj    |
| ------- | ------------- | --------- |
| 0891097 | Kolonia Dolna | część wsi |
| 0891105 | Kolonia Górna | część wsi |

## Historia
Pierwsza informacja o wsi Zubowice-Kolonia pochodzi z roku 1970. Wieś odnotowano w dokumencie Urzędowe nazwy miejscowości i obiektów fizjograficznych nr 120 z roku 1970.